# Jane White
Jane White (New York, 30 ottobre 1922 – New York, 24 luglio 2011) è stata un'attrice statunitense.

## Biografia
Figlia dell'attivista per i diritti degli afroamericani Walter Francis White, Jane White ha studiato allo Smith College e alla The New School. Fece il suo debutto a Broadway nel 1945 nel musical Strange Fruit e la First Lady Eleanor Roosevelt in persona lodò la sua interpretazione. Apprezzata attrice shakespeariana, la White vinse l'Obie Award nel 1965 per le sue interpretazioni nei ruoli di Volumnia in Coriolano e della principessa di Francia in Pene d'amore perdute, oltre a recitare al Delacorte Theatre anche in Troilo e Cressida. Dopo aver recitato anche in Cimbelino e Re Giovanni a New York e Nozze di sangue a Los Angeles, White tornò a recitare in diversi musical a Broadway, tra cui Jekyll & Hyde (1998) e Follies (2001) La sua ultima apparizione sulle scene risale al 2008, quando sostituì Phylicia Rashād nel dramma La gatta sul tetto che scotta a Broadway.
Jane White fu sposata con Alfredo Viazzi dal 1962 alla morte dell'uomo, avvenuta nel 1987.

## Filmografia parziale

### Cinema
- Una squillo per l'ispettore Klute (Klute), regia di Alan J. Pakula (1971)
- Beloved, regia di Jonathan Demme (1998)

### Televisione
- The Alcoa Hour – serie TV, episodio 1x10 (1956)
- Studio One – serie TV, 1 episodio (1957)
- Kraft Television Theatre – serie TV, 1 episodio (1957)
- NET Playhouse – serie TV, 1 episodio (1968)
- Ai confini della notte (The Edge of Night) – serie TV, 6 episodi (1969)
- Aspettando il domani (Search for Tomorrow) – soap opera, 1 puntata (1979)
- Amen – serie TV, 4 episodi (1989-1990)
- Law & Order - I due volti della giustizia (Law & Order) – serie TV, episodio 2x04 (1991)